# Hubová
Hubová is een Slowaakse gemeente in de regio Žilina, en maakt deel uit van het district Ružomberok.
Hubová telt 1.083 inwoners.